# Феодосія-13
Феодосія-13 (колишня Центральна База зберігання № 712 12 ГУ МО СРСР, в/ч 42615) — радянський склад ядерної зброї в урочищі Кизил-Таш (Червоний камінь), неподалік міста Судак в Криму.

## Історія
Об'єкт «Феодосія-13» будувався у 1951—1953 роках. Куратором будівництва об'єкта був — глава Народного комісаріату внутрішніх справ (НКВС) Лаврентій Берія.
У 1992 році об'єкт «Феодосія-13» було розсекречено, а у 1996 році ядерні боєприпаси були вивезені до Російської Федерації.

## Сучасний стан
У 2015 році росіяни, які захопили півострів у 2014 році, почали активно відбудовувати склад ядерної зброї в урочищі Кизил-Таш.
Станом на 2024 рік, за наявними даними української розвідки, окупантами проведене часткове відновлення об'єкта «Феодосія-13». Проте зазначений об'єкт використовується як склад для зберігання звичайних боєприпасів.